# Ernst Herman van Rappard
Ernst Herman van Rappard (Reggenza di Banyumas, 30 ottobre 1899 – Vught, 11 gennaio 1953) è stato un politico e militare olandese leader e fondatore  del Partito Nazionalsocialista Olandese dei Lavoratori, dal 16 dicembre 1931 al 14 dicembre 1941.

## Biografia
Proveniente da un'importante famiglia olandese, van Rappard era nato nelle Indie orientali olandesi, precisamente nella Reggenza di Banyumas dall'ingegnere capo Oscar Emile Ridder van Rappard e da sua moglie Dina Thal Larsenhe, fratello minore del calciatore di ruolo attaccante Oscar van Rappard e dell’atleta Harry van Rappard. Studiò nei Paesi Bassi a L'Aia e quindi all'Università di Leida. Successivamente studiò economia a Berlino e a Monaco di Baviera dove entrò nelle file del Nazismo.
Il 16 dicembre 1931 fondò, insieme a Bertus Smit, il Partito Nazionalsocialista Olandese dei Lavoratori (NSNAP) , che poi si divise in tre partitini, cioè lo NSNAP-Van Rappard, lo NSNAP-Smit e e lo NSNAP-Maggiore Kruyt. Il suo gruppo, il NSNAP-Van Rappard sostenne l'incorporazione dei Paesi Bassi nel Terzo Reich, sostenendo che il gruppo etnico olandese aveva una forte parentela con i tedeschi. Il suo gruppo gareggiò anche con il Movimento Nazional-Socialista (NSB) in termini di virulento antisemitismo, traendo gran parte del suo sostegno dal confine olandese-tedesco. Il suo gruppo venne successivamente ribattezzato NSNAP-Hitlerbeweging, sebbene Adolf Hitler avesse ordinato la rimozione del suo nome da quello che era un movimento minore.
Il suo movimento si era già quasi estinto al tempo dell'invasione tedesca del 1940 quando si riprese, sebbene fu poi sciolto nel 1941 insieme a tutti i partiti politici a parte l'NSB. Gli occupanti nazisti ordinarono infatti a van Rappard di incorporare il suo gruppo nell'NSB. Il Partito Nazionalsocialista Olandese dei Lavoratori venne disciolto il 14 dicembre 1941 per mano di Arthur Seyß-Inquart, perché venne accusato di essere troppo moderato dalla Lega Generale Fascista Olandese e dal Movimento Nazional-Socialista. 
Subito dopo van Rappard entrò a far parte delle Waffen-SS. Prestò servizio in Jugoslavia e Grecia nel 1. SS-Panzer-Division "Leibstandarte SS Adolf Hitler", anche se senza alcun coinvolgimento nei combattimenti reali. Tornò nei Paesi Bassi ma dopo aver rifiutato di unirsi all'NSB si arruolò nuovamente nella 5. SS-Panzer-Division "Wiking". Questa volta partecipò ad alcune azioni di guerra e fu ferito durante la campagna nel Caucaso. Combatté la guerra come ufficiale in varie unità delle Waffen SS, venendo ferito in Estonia nell'agosto 1944 e ricevendo la Croce di Ferro di seconda classe.
Venne catturato dai soldati canadesi, nel maggio 1945 mese in cui i Alfred Jodl e Wilhelm Keitel avevano firmato la resa incondizionata della Germania, e preso in custodia, inizialmente a Utrecht e poi a Scheveningen. Il suo servizio a favore della Germania nazista lo portò a essere condannato a morte nel 1949, anche se questa sentenza fu poi cambiata in ergastolo. Fu imprigionato a Leeuwarden e Breda prima di morire di emorragia cerebrale nell'ospedale della prigione centrale di Vught l'11 gennaio 1953, all’età di 53 anni.